# لون الليل
لون الليل (بالإنجليزية: Color of Night)‏ هو فيلم غموض إثارة أمريكي من إخراج ريتشارد راش وبطولة بروس ويليس، جاين مارخ، روبين بليدز، ليسلي آن وارن وبراد دوريف، صدر الفيلم في 19 أغسطس 1994.

## روابط خارجية
- لون الليل على موقع IMDb (الإنجليزية)
- لون الليل على موقع روتن توميتوز (الإنجليزية)
- لون الليل على موقع نتفليكس (الإنجليزية)
- لون الليل على موقع ألو سيني (الفرنسية)
- لون الليل على موقع Turner Classic Movies (الإنجليزية)
- لون الليل على موقع أول موفي (الإنجليزية)
- لون الليل على موقع بوكس أوفيس موجو (الإنجليزية)
- لون الليل على موقع فيلمافينيتي (الإسبانية)
- لون الليل على موقع قاعدة بيانات الأفلام السويدية (السويدية)
- لون الليل على موقع قاعدة بيانات الفيلم (الإنجليزية)

لم يتم العثور على روابط لمواقع التواصل الاجتماعي.